# Sauris nusta
Sauris nusta är en fjärilsart som beskrevs av Swinhoe 1902. Sauris nusta ingår i släktet Sauris och familjen mätare. Inga underarter finns listade.